# Tocache (tỉnh)
Tỉnh Tocache (tiếng Tây Ban Nha: Provincia de Tocache) là một tỉnh thuộc vùng San Martín của Peru. Tỉnh Tocache có diện tích 5865 km², dân số thời điểm theo điều tra dân số ngày 11 tháng 7 năm 1993 là 70523 người. Tỉnh lỵ đóng ở Tocache Nuevo.